# کبوتر شاهی حناتاب
کبوتر شاهی حناتاب یا کبوتر شاهی حناگون (نام علمی: Ducula chalconota)، که همچنین به عنوان کبوتر شاهی درخشان شناخته می‌شود، گونه‌ای نادر در دنیای پرندگان است. به گفته اتحادیه بین‌المللی محافظه‌کاری، این گونه به‌نسبت ناشناخته است و نگرانی آنها بسیار ناچیز است. این اتحادیه توصیف می‌کند که این گونه بسیار پایدار است و با تهدیدهای گونه‌های دیگر روبرو نمی‌شود ویژگی پایداری در تمایز کبوتر شاهی حنایی از دیگر گونه‌هایی که با تهدیدها روبرو هستند، حیاتی است. این پرنده به‌طور خاص اغلب با تهدید روبرو نمی‌شود زیرا آنها پرندگانی آرام‌تر هستند که تمایل دارند در زیستگاه خود تنها بمانند. زیستگاه این پرندگان به آنها این امکان را می‌دهد تا فراوانی مستقل‌بودن را داشته باشند، اما به آنها فرصت می‌دهد تا در کنار پرندگان دیگر نیز باشند. با ریشه گرفتن از خانواده پرندگان در کبوتران که شامل کبوترها و قمری‌ها می‌شود، که در آن این خانواده به میوه‌خوار بودن معروف است، بدان معنی است که در درجه نخست از میوه، انجیر و دانه تغذیه می‌کند.
جمعیت آن پایدار است و تهدیدهای اساسی ندارد، بنابراین IUCN آن را به عنوان گونه‌ای با کمترین نگرانی ارزیابی کرده است.